# Kijevac (Babušnica)
Pour les articles homonymes, voir Kijevac.
Kijevac (en serbe cyrillique : Кијевац) est un village de Serbie situé dans la municipalité de Babušnica, district de Pirot. Au recensement de 2011, il comptait 31 habitants.

## Démographie
| 1948 | 1953 | 1961 | 1971 | 1981 | 1991 | 2002 | 2011 |
| ---- | ---- | ---- | ---- | ---- | ---- | ---- | ---- |
| 295  | 321  | 280  | 216  | 117  | 73   | 54   | 31   |

|  |